# ジフェニルメタン
ジフェニルメタン (diphenylmethane) とは、芳香族炭化水素の一種で、メタンが持つ水素が2個フェニル基に変わった構造を持つ。その構造は多くの化合物に見られる骨格で、水素が1個除去された1価の置換基、ジフェニルメチル基のことは特にベンズヒドリル基 (benzhydryl group) と呼ばれる。
ジフェニルメタンは、塩化アルミニウムなどのルイス酸存在下、塩化ベンジルとベンゼンのフリーデル・クラフツ反応により得られる。
{\displaystyle {\ce {C6H5CH2Cl\ + C6H6 -> (C6H5)2CH2\ + HCl}}}
トリフェニルメタンと同様に、ジフェニルメタンは様々な色素の部分構造となる。カラーインデックスにおいて、ジフェニルメタン誘導体には 41000 番台の番号が割り当てられている。

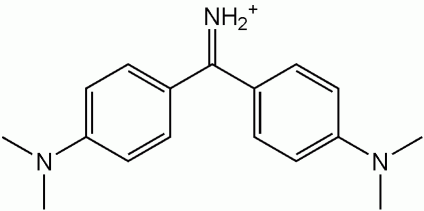
ジフェニルメタン誘導体色素の1種、オーラミンO の化学構造